# Землелаз
Землелаз (Upucerthia) — рід горобцеподібних птахів родини горнерових (Furnariidae). Представники цього роду мешкають у Південній Америці.

## Опис
Землелази — птахи середнього розміру, довжина яких становить 18—22 см, вага 30—55 г. Вони вирізняються своїми довгими, вигнутими дзьобами. Землелази живуть на відкритих рівнинах, ведуть наземний спосіб життя, гніздяться в норах.

## Види
Виділяють чотири види:
- Землелаз довгодзьобий (Upucerthia dumetaria)
- Землелаз патагонський (Upucerthia saturatior)[5][6]
- Землелаз білогорлий (Upucerthia albigula)
- Землелаз світлочеревий (Upucerthia validirostris)

За результатами молекулярно-генетичного дослідження, яке показало поліфілітичність роду Upucerthia, низку видів, яких раніше відносили до цього роду, було переведено до родів Geocerthia, Tarphonomus і Ochetorhynchus.

## Етимологія
Наукова назва роду Upucerthia походить від сполучення наукових назв родів Одуд (Upupa, Linnaeus, 1758) і Підкоришник (Certhia, Linnaeus, 1758).